# Taunusstein
Taunusstein är en stad i Rheingau-Taunus-Kreis i det tyska förbundslandet Hessen. Taunusstein har cirka 31 000 invånare.

## Geografi
Hohenstein (Nord - Väst)
Hünstetten (Nord)
Idstein (Nord - Ost)
Niedernhausen (Öster)
Wiesbaden (Syd)
Schlangenbad (Syd - Väst)
Bad Schwalbach (Väster)

## Ortsteile
| Distrikt      | Invånare |
| ------------- | -------- |
| Bleidenstadt  | 7554     |
| Hahn          | 7033     |
| Hambach       | 369      |
| Neuhof        | 3417     |
| Niederlibbach | 504      |
| Orlen         | 1175     |
| Seitzenhahn   | 1355     |
| Watzhahn      | 291      |
| Wehen         | 6731     |
| Wingsbach     | 750      |
| Sammanlagt    | 29179    |

Taunusstein har tio distrikt: Bleidenstadt, Hahn, Hambach, Neuhof, Niederlibbach, Orlen, Seitzenhahn, Watzhahn, Wehen och Wingsbach.